# Leonid Własienko
Leonid Andriejewicz Własienko (ros. Леонид Андреевич Власенко, ur. 1913 w Łeoniwce w guberni kijowskiej, zm. 1 września 1983) – radziecki działacz partyjny i państwowy.

## Życiorys
W 1931 ukończył technikum rolnicze i został agronomem rejonowego związku spółdzielni rolniczej i później stanicy maszynowo-traktorowej w obwodzie kijowskim, 1933-1936 studiował w Akademii Wychowania Komunistycznego im. Krupskiej, 1936-1937 wykładał w szkole pedagogicznej w Wielkim Ustiugu, 1937-1939 służył w Armii Czerwonej. Od 1939 należał do WKP(b), od 1939 do maja 1941 kierował sekcją szkoły pedagogicznej, od maja do listopada 1941 był lektorem Komitetu Obwodowego WKP(b) w Wołogdzie, a od listopada 1941 do 1946 ponownie żołnierzem Armii Czerwonej. Po demobilizacji, 1946-1952 był zastępcą kierownika i kierownikiem Wydziału Propagandy i Agitacji Komitetu Obwodowego WKP(b) w Wołogdzie, od 1952 do marca 1953 I sekretarzem Komitetu Miejskiego WKP(b)/KPZR, od marca 1953 do 26 września 1961 II sekretarzem Komitetu Obwodowego KPZR w Wołogdzie, a od września 1961 do kwietnia 1962 redaktorem gazety "Krasnyj Siewier" w Wołogdzie. Od kwietnia 1962 do września 1965 był szefem wołogodzkiego obwodowego zarządu produkcji i zaopatrzenia w produkty rolne i jednocześnie zastępcą przewodniczącego, a od września 1965 do czerwca 1975 przewodniczącym Komitetu Wykonawczego Wołogodzkiej Rady Obwodowej. Był odznaczony dwoma Orderami Wojny Ojczyźnianej I klasy.